# Microrregión de Cachoeiro de Itapemirim
La microrregión de Cachoeiro de Itapemirim es una de las  microrregiones del estado brasileño del  Espíritu Santo perteneciente a la mesorregión  Sur Espíritu-Santense. Su población fue estimada en 2006 por el IBGE en 344.869 habitantes y está dividida en diez municipios. Posee un área total de 4.099,092 km².

## Municipios
- Apiacá
- Atílio Vivácqua
- Bom Jesus do Norte
- Cachoeiro de Itapemirim
- Castelo
- Jerônimo Monteiro
- Mimoso do Sul
- Muqui
- São José do Calçado
- Vargem Alta

- Datos: Q1159864